# شراقي الميدان (الشغادرة)

تعديل مصدري - تعديل

شراقي الميدان هي إحدى قرى عزلة المسواح بمديرية الشغادرة التابعة لمحافظة حجة، بلغ تعداد سكانها 323 نسمة حسب تعداد اليمن لعام 2004.